# Vilemína Nizozemská
Vilemína Nizozemská, celým jménem Vilemína Helena Pavlína Marie Oranžsko-Nasavská (nizozemsky Wilhelmina Helena Pauline Maria van Oranje-Nassau; 31. srpna 1880 v Haagu – 28. listopadu 1962 na zámku Het Loo u Apeldoornu) byla nizozemská královna od roku 1890 do roku 1948, kdy abdikovala ve prospěch své dcery Juliany.

## Biografie

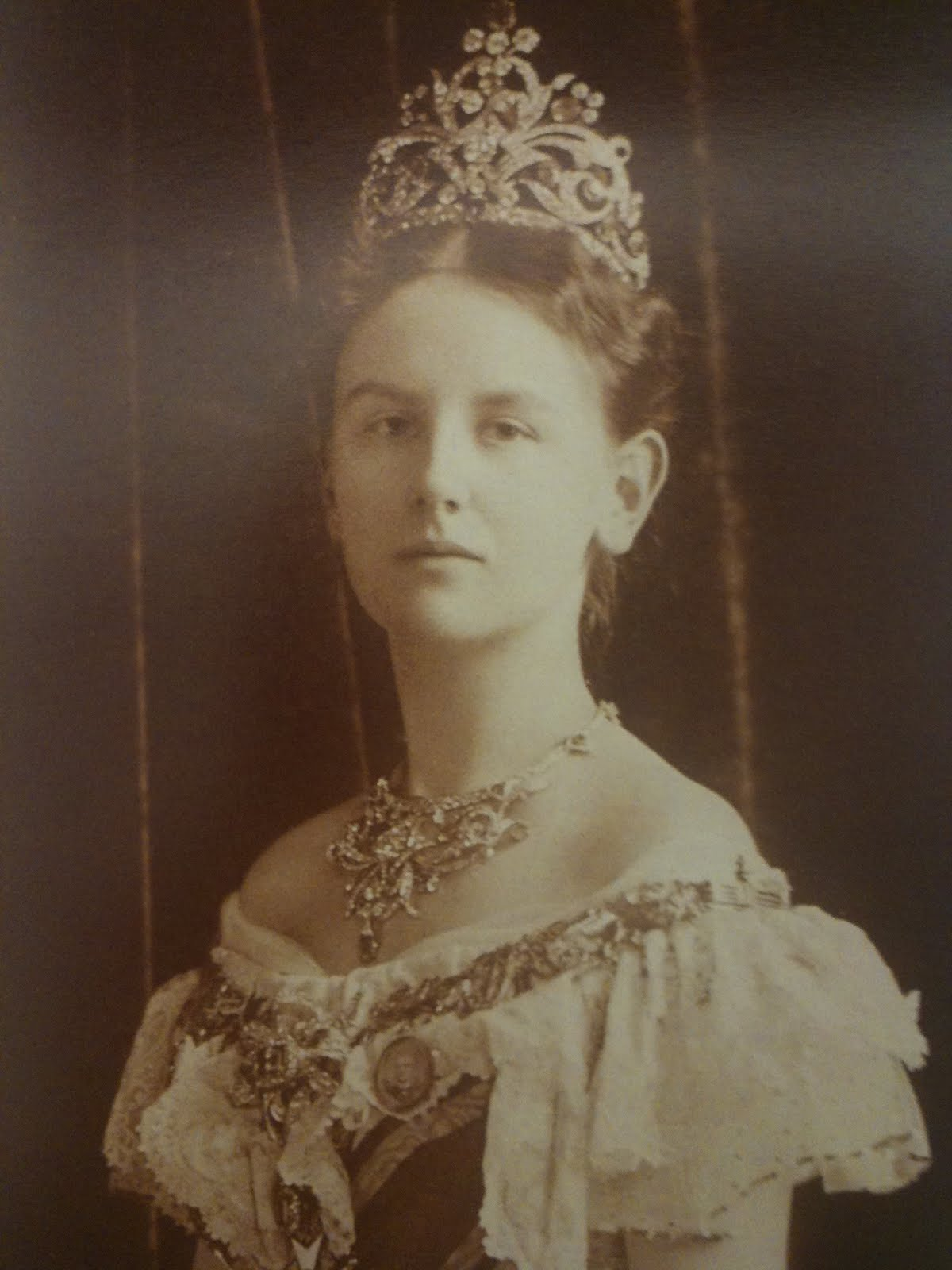
Královna Vilemína v roce 1901

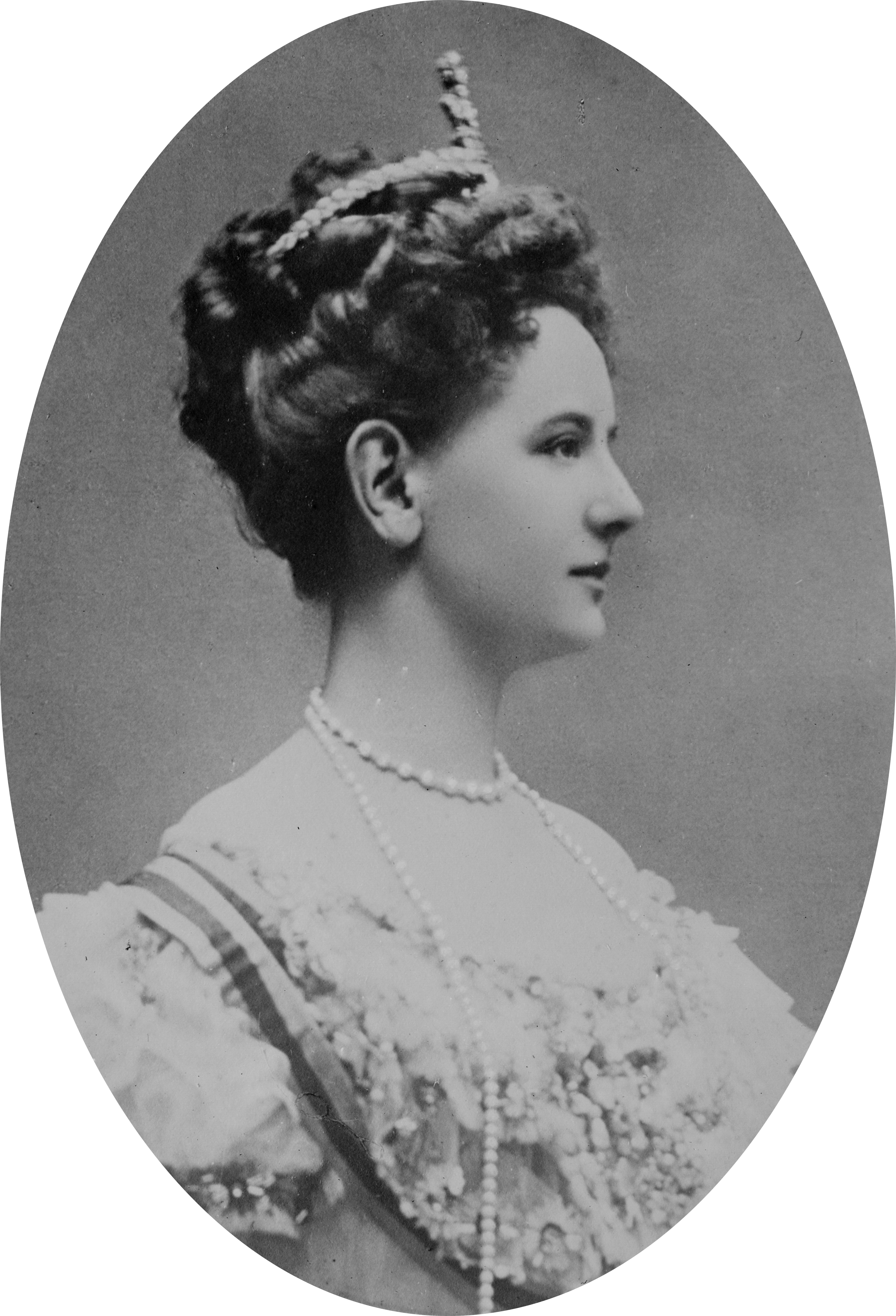
Královna Vilemína v roce 1909

Vilemína byla dcerou nizozemského krále Viléma III. a jeho druhé ženy Emmy Waldecko-Pyrmontské. Když se narodila, žil ještě Alexandr (1851– 1884), poslední ze tří jejích nevlastních bratří z prvního manželství jejího otce s Žofií Württemberskou, a Vilemína nebyla brána do úvahy jako budoucí panovnice. Její otec však přežil i tohoto svého syna a sám zemřel, když bylo princezně 11 let. Vilemína se stala královnou, do její plnoletosti ji však ve vládě zastupovala její matka jako regentka. Slavnostní intronizace nové královny (oficiální ujmutí se panovnické funkce), se proto konala až 6. září 1898.

V roce 1895 ve svých 15 letech navštívila britskou královnu Viktorii, která si při té příležitosti napsala do svého deníku: 
| „ | Mladá královna ... ještě jí volně visí vlasy. Je štíhlá a elegantní a dělá dojem velmi inteligentní a roztomilé dívky. Mluví dobře anglicky a ví, jak se chovat s okouzlujícími způsoby. | “ |

Vilemína byla velmi energická, velmi dobře rozuměla obchodním záležitostem a její investice z ní učinily nejbohatší ženu tehdejšího světa. V roce 1901 se provdala za německého prince Jindřicha, vévodu meklenbursko-zvěřínského, playboye a pijáka, který ji podváděl a měl několik nemanželských dětí. I když se tvrdilo, že svatba byla uzavřena bez lásky, Vilemína zpočátku manžela opravdu milovala, a je pravděpodobné, že sympatie byly vzájemné. Nicméně Jindřich trpěl svou rolí manžela panující královny, ocitl se v pozici, kdy nebyl nic víc než dekorace, která byla povinna chodit jeden krok za královnou. V Nizozemsku nedisponoval žádnou mocí a Vilemína zajistila, aby to tak také zůstalo. Mezi příčiny manželských krizí však jistě patřila i série nezdařených královniných těhotenství. Ulehčení přineslo narození jediného potomka královského páru, princezny Juliány, 30. dubna 1909.
Královnu Vilemínu přesto čekal nelehký osud: drama první světové války, hospodářská krize v roce 1933 i úpadek Nizozemska jako koloniální velmoci, v roce 1940 dokonce své království musela opustit, když nacistické Německo její vlast okupovalo. Z exilu v Londýně pak na dálku řídila boj s německými okupanty. Za války královna málem zahynula při výbuchu bomby, která zabila několik jejích strážců a poškodila její venkovský dům blízko South Mimms v Anglii. Tehdy rozpracovala své představy o novém politickém a sociálním životě v Nizozemí po osvobození. Chtěla silný kabinet, formovaný lidmi aktivními v odboji. Po válce však byla zklamána, když viděla, že u moci jsou tíž politici jako před válkou. Na konci války se Vilemína rozhodla, že se již nevrátí do svého královského paláce, a přestěhovala se do sídla v Haagu, kde bydlela osm měsíců a cestovala po nizozemském venkově, aby se setkala s prostými lidmi.
V roce 1945 se triumfálně vrátila zpět do Nizozemska. Tři roky nato, 4. září 1948, po 58 letech vlády se Vilemína vzdala trůnu ve prospěch své dcery Juliány, která ji pro její nemoc musela během několika týdnů v letech 1947–1948 zastupovat jako regentka. Po abdikaci byla nazývána královnou matkou s titulem princezny.

## Konec panování
Po skončení její vlády začala autorita nizozemské monarchie klesat, ale láska země k této královské rodině pokračovala. Bývalá královna opět cestovala po zemi a dodávala síly svým občanům, zejména při katastrofální povodni v roce 1953. Na sklonku života sepsala vlastní biografii, která se jmenovala „Eenzaam, maar niet alleen“ (Osamělá, ale ne samotná).
Vilemína zemřela ve svém sídle v zámku Het Loo 28. listopadu 1962 ve věku 82 let a byla pohřbena v kryptě královské rodiny v Novém kostele – Nieuwe Kerk v Delftu 8. prosince 1962. Pohřeb byl, na její žádost a v rozporu s protokolem, celý v bílých barvách. Královna tak chtěla dát najevo své přesvědčení, že pozemská smrt je počátek věčného života.

## Vývod z předků
|                     |                                                |  |                             |                                                      |  |  |  |  |  |  |  | Vilém V. Oranžský |
|                     |                                                |  |                             |                                                      |  |  |  |  |  |  |  |                   |
|                     | Vilém I. Nizozemský                            |  |                             |                                                      |  |  |  |  |  |  |  |                   |
|                     |                                                |  |                             |                                                      |  |  |  |  |  |  |  |                   |
|                     |                                                |  |                             | Vilemína Pruská                                      |  |  |  |  |  |  |  |                   |
|                     |                                                |  |                             |                                                      |  |  |  |  |  |  |  |                   |
|                     | Vilém II. Nizozemský                           |  |                             |                                                      |  |  |  |  |  |  |  |                   |
|                     |                                                |  |                             |                                                      |  |  |  |  |  |  |  |                   |
|                     |                                                |  |                             | Fridrich Vilém II.                                   |  |  |  |  |  |  |  |                   |
|                     |                                                |  |                             |                                                      |  |  |  |  |  |  |  |                   |
|                     | Vilemína Pruská                                |  |                             |                                                      |  |  |  |  |  |  |  |                   |
|                     |                                                |  |                             |                                                      |  |  |  |  |  |  |  |                   |
|                     |                                                |  |                             | Frederika Luisa Hesensko-Darmstadtská                |  |  |  |  |  |  |  |                   |
|                     |                                                |  |                             |                                                      |  |  |  |  |  |  |  |                   |
|                     | Vilém III. Nizozemský                          |  |                             |                                                      |  |  |  |  |  |  |  |                   |
|                     |                                                |  |                             |                                                      |  |  |  |  |  |  |  |                   |
|                     |                                                |  |                             | Petr III. Ruský                                      |  |  |  |  |  |  |  |                   |
|                     |                                                |  |                             |                                                      |  |  |  |  |  |  |  |                   |
|                     | Pavel I. Ruský                                 |  |                             |                                                      |  |  |  |  |  |  |  |                   |
|                     |                                                |  |                             |                                                      |  |  |  |  |  |  |  |                   |
|                     |                                                |  |                             | Kateřina II. Veliká                                  |  |  |  |  |  |  |  |                   |
|                     |                                                |  |                             |                                                      |  |  |  |  |  |  |  |                   |
|                     | Anna Pavlovna Ruská                            |  |                             |                                                      |  |  |  |  |  |  |  |                   |
|                     |                                                |  |                             |                                                      |  |  |  |  |  |  |  |                   |
|                     |                                                |  |                             | Fridrich II. Evžen Württemberský                     |  |  |  |  |  |  |  |                   |
|                     |                                                |  |                             |                                                      |  |  |  |  |  |  |  |                   |
|                     | Žofie Dorota Württemberská                     |  |                             |                                                      |  |  |  |  |  |  |  |                   |
|                     |                                                |  |                             |                                                      |  |  |  |  |  |  |  |                   |
|                     |                                                |  |                             | Bedřiška Braniborsko-Schwedtská                      |  |  |  |  |  |  |  |                   |
|                     |                                                |  |                             |                                                      |  |  |  |  |  |  |  |                   |
| Vilemína Nizozemská |                                                |  |                             |                                                      |  |  |  |  |  |  |  |                   |
|                     |                                                |  |                             |                                                      |  |  |  |  |  |  |  |                   |
|                     |                                                |  | Jiří I. Waldecko-Pyrmontský |                                                      |  |  |  |  |  |  |  |                   |
|                     |                                                |  |                             |                                                      |  |  |  |  |  |  |  |                   |
|                     | Jiří II. Waldecko-Pyrmontský                   |  |                             |                                                      |  |  |  |  |  |  |  |                   |
|                     |                                                |  |                             |                                                      |  |  |  |  |  |  |  |                   |
|                     |                                                |  |                             | Augusta Schwarzbursko-Sondershausenská               |  |  |  |  |  |  |  |                   |
|                     |                                                |  |                             |                                                      |  |  |  |  |  |  |  |                   |
|                     | Jiří Viktor Waldecko-Pyrmontský                |  |                             |                                                      |  |  |  |  |  |  |  |                   |
|                     |                                                |  |                             |                                                      |  |  |  |  |  |  |  |                   |
|                     |                                                |  |                             | Viktor II. Anhaltsko-Bernbursko-Schaumbursko-Hoymský |  |  |  |  |  |  |  |                   |
|                     |                                                |  |                             |                                                      |  |  |  |  |  |  |  |                   |
|                     | Emma Anhaltsko-Bernbursko-Schaumbursko-Hoymská |  |                             |                                                      |  |  |  |  |  |  |  |                   |
|                     |                                                |  |                             |                                                      |  |  |  |  |  |  |  |                   |
|                     |                                                |  |                             | Amálie Nasavsko-Weilburská                           |  |  |  |  |  |  |  |                   |
|                     |                                                |  |                             |                                                      |  |  |  |  |  |  |  |                   |
|                     | Emma Waldecko-Pyrmontská                       |  |                             |                                                      |  |  |  |  |  |  |  |                   |
|                     |                                                |  |                             |                                                      |  |  |  |  |  |  |  |                   |
|                     |                                                |  |                             | Fridrich Vilém Nasavsko-Weilburský                   |  |  |  |  |  |  |  |                   |
|                     |                                                |  |                             |                                                      |  |  |  |  |  |  |  |                   |
|                     | Vilém Nasavský                                 |  |                             |                                                      |  |  |  |  |  |  |  |                   |
|                     |                                                |  |                             |                                                      |  |  |  |  |  |  |  |                   |
|                     |                                                |  |                             | Luisa Isabela z Kirchbergu                           |  |  |  |  |  |  |  |                   |
|                     |                                                |  |                             |                                                      |  |  |  |  |  |  |  |                   |
|                     | Helena Nasavská                                |  |                             |                                                      |  |  |  |  |  |  |  |                   |
|                     |                                                |  |                             |                                                      |  |  |  |  |  |  |  |                   |
|                     |                                                |  |                             | Pavel Württemberský                                  |  |  |  |  |  |  |  |                   |
|                     |                                                |  |                             |                                                      |  |  |  |  |  |  |  |                   |
|                     | Pavlína Württemberská                          |  |                             |                                                      |  |  |  |  |  |  |  |                   |
|                     |                                                |  |                             |                                                      |  |  |  |  |  |  |  |                   |
|                     |                                                |  |                             | Šarlota Sasko-Hildburghausenská                      |  |  |  |  |  |  |  |                   |
|                     |                                                |  |                             |                                                      |  |  |  |  |  |  |  |                   |